# James Stuart (1741-1815)
James Stuart (Blairhall, 2 marzo 1741 – Londra, 29 aprile 1815) è stato un generale britannico.

## Biografia

### I primi anni
Stuart nacque a Blairhall, in Scozia, il 2 marzo 1741, figlio terzogenito di John Stuart di Blairhall. Sua madre era Anne, figlia di Francis Stuart, VII conte di Moray. Stuart venne educato a Culross ed a Dunfermline, in Scozia. Studiò quindi legge all'Università di Edimburgo ed entrò nell'esercito britannico con lo scoppio della guerra d'indipendenza americana.

### La carriera militare

#### India e Ceylon
Promosso al rango di maggiore nel 78th Foot, giunse in India nel 1782 ed ottenne poco dopo la promozione a tenente colonnello il 14 febbraio. Prese parte alla campagna del generale Eyre Coote contro Hyder nella seconda guerra anglo-mysore, presenziando all'assedio di Cuddalore dove ottenne il comando dell'ala destra il 13 luglio 1782.
Prestò servizio anche nella campagna militare del 1790 sotto il comando del generale William Medows, contro Tipu Sultan, attaccando le fortezze di Dindigul e Palghaut. Prestò servizio quindi sotto lord Cornwallis durante le campagne del 1791-1792, e guidò l'assedio di Seringapatam, comandando la colonna centrale dell'assalto del 6 febbraio 1792. Promosso colonnello in agosto, tornò a Madras nel 1794.
Promosso maggiore generale nel 1795, ottenne il comando di una spedizione contro gli olandesi a Ceylon in quello stesso anno. Dopo che l'intera isola fu occupata nel 1796, Stuart divenne comandante in capo delle forze di Madras.
Colonnello dell'82nd Regiment of Foot nel 1797, venne trasferito l'anno successivo al 72nd Regiment of Foot, posizione che mantenne sino alla propria morte.
Nel 1799 comandò il Bombay Army nell'ultima guerra contro Tipu, occupando Coorg, e respingendo Tipu a Seedaseer il 6 marzo. Il 15 marzo si unì alle forze del maggiore generale George Harris per poi combattere insieme nel 1799 nella Battaglia di Seringapatam. Dopo la cattura della città ricevette le congratulazioni del parlamento inglese.

### Gli ultimi anni e la morte
Divenne comandante in capo del Madras Army nel 1801. Promosso tenente generale nel 1802, prese parte alla seconda guerra anglo-maratha nel 1803, ma nel 1805 dovette tornare in Inghilterra per il peggiorare della sua salute. Il 1º gennaio 1812 venne promosso al rango di generale.
Morì senza eredi a Charles Street, Berkeley Square, Londra, il 29 aprile 1815 e venne sepolto in una cappella della St. James's Chapel di Hampstead Road a Londra.